# Vanuatu na Letnich Igrzyskach Olimpijskich 1992
Vanuatu na Letnich Igrzyskach Olimpijskich 1992 reprezentowało sześcioro zawodników: czterech mężczyzn i dwie kobiety. Był to 2 start reprezentacji Vanuatu na letnich igrzyskach olimpijskich.

## Skład kadry

### Lekkoatletyka
Mężczyźni
- Mary-Estelle Kapalu

bieg na 400 m – odpadła w eliminacjach
bieg na 400 m przez płotki – odpadła w eliminacjach
- Andrea Garae – bieg na 800 m – odpadła w eliminacjach

Mężczyźni
- Fletcher Wamilee – bieg na 100 m – odpadł w eliminacjach
- Baptiste Firiam

bieg na 400 m – odpadł w eliminacjach
bieg na 800 m – odpadł w eliminacjach
- Ancel Nalau – bieg na 1500 m – odpadł w eliminacjach
- Tawai Keiruan – bieg na 5000 m – odpadł w eliminacjach